# Atagema quadrimaculata
Atagema quadrimaculata är en snäckart som beskrevs av Albert Walker Collier 1963. Atagema quadrimaculata ingår i släktet Atagema och familjen Archidorididae. Inga underarter finns listade i Catalogue of Life.